# 秀峰河 (恭城河)
秀峰河，流经中国广西壮族自治区富川瑶族自治县和湖南省江永县，是恭城河上游右岸支流，发源于富川县朝东镇油沐村附近的蛮子岭，西南留至秀水村转北流，过叉山村进入湖南省江永县境，在江永县境内西北流至桃川镇三板桥汇入恭城河上游。河长33千米，流域面积224平方千米。